# Junna Petrowna Moriz

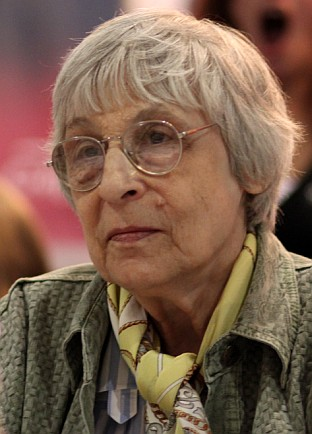
Junna Moriz (2010)

Junna Petrowna Moriz (russisch Ю́нна Петро́вна Мо́риц; * 2. Juni 1937 in Kiew) ist eine russische Dichterin und Übersetzerin.

## Leben
Ihre ersten Gedichte veröffentlichte sie 1954 und 1957 erschien dann ihr erster Gedichtband. 1961 schloss sie das Maxim-Gorki-Literaturinstitut in Moskau ab. Sie hatte bereits früh mit Repressionen des Staatsapparates zu kämpfen und wurde 1957 aus Moskau ausgewiesen. Ihre Bücher wurden von 1961 bis 1970 nicht verlegt, da damals sogenannte schwarze Listen für Verleger und Zensoren existierten.
Moriz verfasste auch Nachdichtungen fremdsprachiger Lyrik, z. B. aus dem Spanischen, Neugriechischen und Jiddischen. Bei diesen Auftragsarbeiten arbeiteten ein Übersetzer und ein Dichter zusammen.
Trotz dieser politischen Einflüsse auf ihr Werk ist Junna Moriz keine politische, sondern eine lyrische Poetin. Ihre Gedichte sind in der Tradition der klassischen Poesie geschrieben, sind aber trotzdem als absolut modern zu bezeichnen. Über ihre poetischen Einflüsse sagt sie selbst: Mein ständiger Zeitgenosse war Puschkin, die nächsten Begleiter Pasternak, Achmatowa, Zwetajewa und Mandelstam, meine Lehrer aber waren Andrei Platonow und Thomas Mann.